# Gobius vittatus
Gobius vittatus är en fiskart som beskrevs av Vinciguerra, 1883. Gobius vittatus ingår i släktet Gobius och familjen smörbultsfiskar. IUCN kategoriserar arten globalt som livskraftig. Inga underarter finns listade i Catalogue of Life.